# Посольство Литвы в России
Посольство Литовской Республики в Российской Федерации — главная дипломатическая миссия (посольство) Литвы в России, расположена в Москве в районе Арбат в Борисоглебском переулке.
Чрезвычайный и полномочный посол Литовской Республики в Российской Федерации — Эйтвидас Баярунас (с 4 мая 2020 года по 4 апреля 2022 года).

## Дипломатические отношения

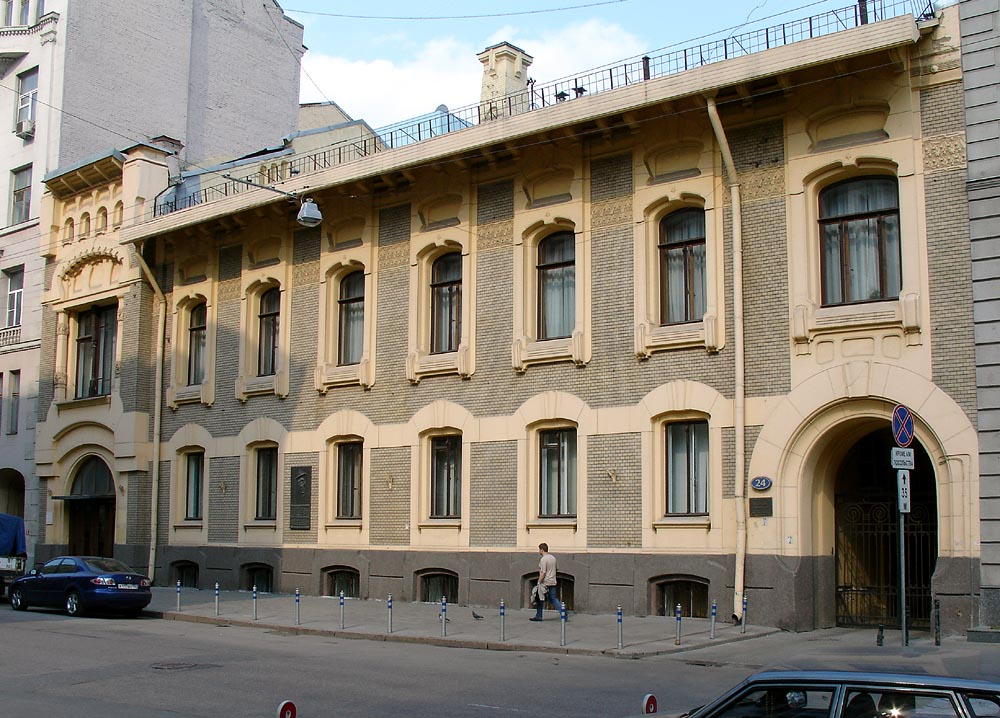
В 1920—1940 годах посольство располагалось в бывшем особняке Саарбекова на Поварской улице

Независимость Литовской Республики была признана Постановлением Государственного Совета СССР от 6 сентября 1991 года. Дипломатические отношения с Литвой установлены 9 октября 1991 года. 29 июля 1991 года в Москве был подписан Договор об основах межгосударственных отношений между РСФСР и Литовской Республикой (вступил в силу в мае 1992 года). 24 октября 1997 года в Москве были подписаны Договор о российско-литовской государственной границе и Договор о разграничении исключительной экономической зоны и континентального шельфа в Балтийском море.
4 апреля 2022 года Литва приняла решение о понижении дипломатических отношений с Россией, «реагируя на непрекращающиеся агрессивные действия России на Украине». Посол Литвы в России Эйтвидас Баярунас был отозван из Москвы, а посол России в Вильнюсе Алексей Исаков выслан из Литвы.

## Послы Литвы в России
1. Эгидиюс Бичкаускас (лит. Egidijus Bičkauskas; 1990—1993, поверенный в делах)
2. Ромуалдас Козировичюс (лит. Romualdas Kozyrovičius; 1993—1998)
3. Зенонас Намавичюс (лит. Zenonas Namavičius; 2000—2002)
4. Римантас Шидлаускас (лит. Rimantas Šidlauskas)[3] (2002—2008);
5. Антанас Винкус (2008—2011);
6. Ренатас Норкус (17 января 2012 — 20 января 2015);
7. Ремигиюс Мотузас (20 января 2015 — 13 ноября 2019);
8. Эйтвидас Баярунас (4 мая 2020 — 4 апреля 2022);
9. Угнюс Лабутис (c 4 апреля 2022, поверенный в делах)

## Другие дипмиссии Литвы в России
- Генеральное консульство в Санкт-Петербурге: ул. Рылеева, 37 (закрыто 21 апреля 2022 года[4])
- Генеральное консульство в Калининграде: ул. Пролетарская, 133
- Консульство в Советске: ул. Искры 22

## Факты
В 1996—2011 годах атташе по культуре посольства Литвы был известный актёр Юозас Будрайтис.
- Адрес посольства: 121069 Москва, Борисоглебский переулок, дом 10.
- Тел. +7 (495) 785-8625
- Факс: +7 (495) 785 86 49
- E-mail: amb.ru@urm.lt